# تریکوسیست

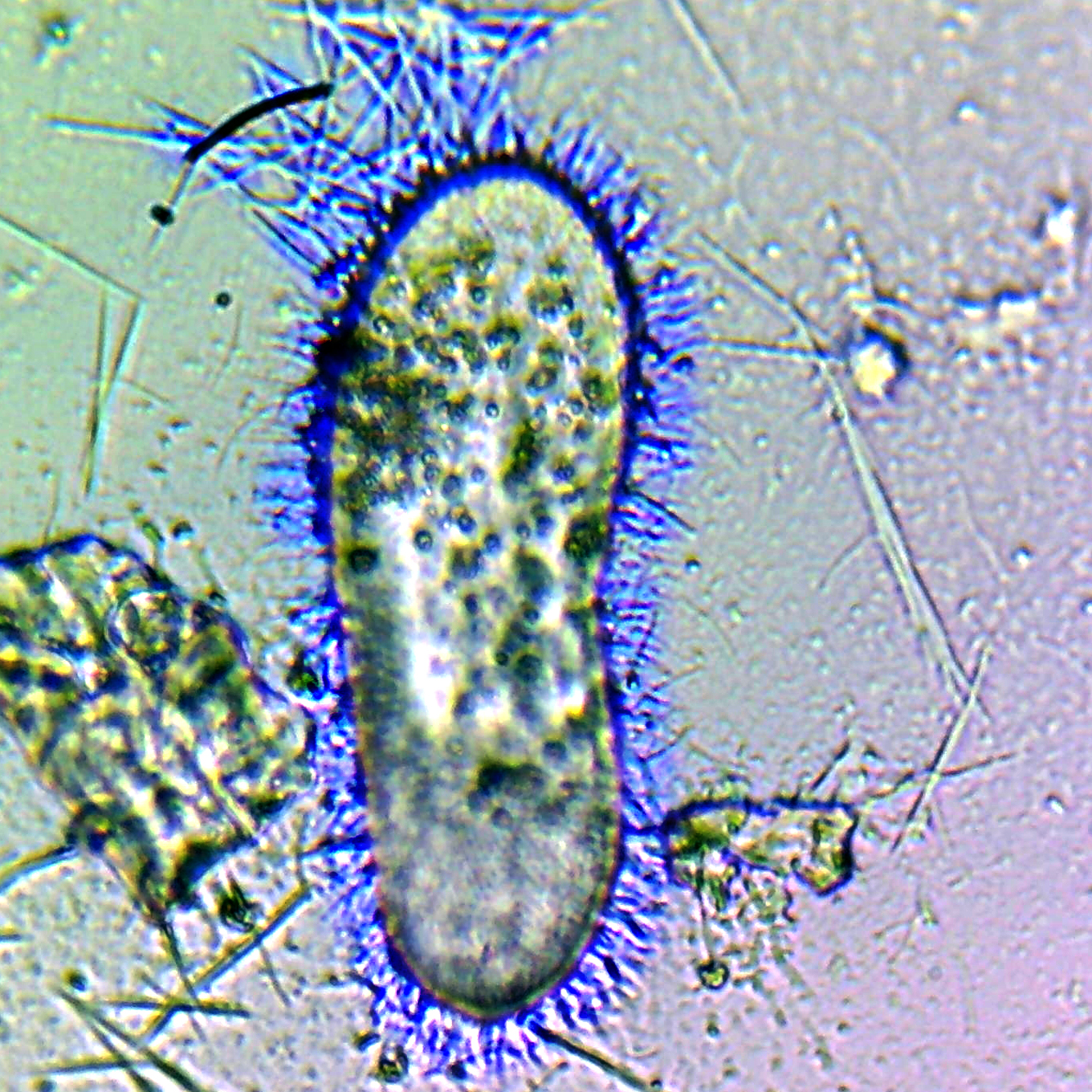
پارامسیوم تترااورلیا، مژک‌دار، با تریکوسیست‌های تخلیه‌شده (رنگ‌آمیزی‌شده به رنگ آبی).

تریکوسیست اندامکی است که در برخی از مژک‌داران و چرخان‌تاژک‌داران یافت می‌شود.
تریکوسیست را می‌توان در تتراهیمنا و در امتداد مسیرهای سیلا چندین سامانه سوخت‌وسازی یافت.
این اندامک که در قشر تک‌یاخته‌های مژک‌دار و تاژک‌دار خاصی یافت می‌شود، از رشته‌های بلند و نازک گنجانده‌شده در یک حفره تشکیل شده‌است که در پاسخ به محرک‌هایی ویژه از حفره خارج می‌شوند. تریکوسیست‌ها یا در سراسر سطح قشر جاندار یا فقط در نواحی ویژه‌ای از سطح قشر آن مانند شاخک‌ها، پاپیلاها و اطراف دهان یافت می‌شوند. چندین نوع تریکوسیست وجود دارد. تریکوسیست‌های مخاطی ادخال‌های کشیده‌ای هستند که پس از تحریک مصنوعی به صورت اجسام قابل مشاهده خارج شوند. تریکوسیست‌های رشته‌ای در پارامسیوم و سایر مژک‌داران به صورت رشته‌هایی متشکل از یک استوانه مخطط متقاطع و یک نوک تخلیه می‌شوند. توکسی‌سیست‌ها (در دیلپتوس و برخی تک‌یاخته‌ای‌های گوشت‌خوار دیگر) تمایل دارند در پیرامون دهان قرار بگیرند. هنگامی که یک توکسی‌سیست تخلیه می‌شود، رشته‌ای بلند و غیرمخطط با نوک میله‌ای از آن خارج می‌شود که باعث ناتوانی یا نابودی دیگر ریزاندامگان می‌شود. این رشته برای گرفتن غذا و احتمالاً در دفاع استفاده می‌شود.
اهمیت کارکردی دیگر تریکوسیست‌ها ناپیدا است، اگرچه ظاهراً در پارامسیوم می‌توانند در طی تغذیه به عنوان لنگر خارج شوند.